# Paragone (rivista)
Paragone è una rivista bimestrale di arti figurative e letteratura fondata da Roberto Longhi e Anna Banti nel 1950.

## Storia editoriale
La rivista è articolata in due serie ed è divisa in fascicoli di letteratura e in fascicoli di arti figurative. Le copertine sono rispettivamente di colore verde e arancione. I fascicoli vengono pubblicati a mesi alterni per dodici mesi.
La rivista, che è passata negli  anni attraverso numerosi editori (cambiando i colori delle copertine, rispettivamente blu e rossa) è poi  tornata alla casa editrice Sansoni, riprendendo i colori originari. È attualmente pubblicata da Mandragora.
Curata da Longhi fino alla sua morte, avvenuta nel 1970, fu la serie artistica, mentre la serie letteraria era redatta da un comitato di Redazione formato in origine da Anna Banti, Attilio Bertolucci, Carlo Emilio Gadda, Piero Bigongiari e in seguito ancora  dalla Banti, da Bertolucci, da  Giulio Cattaneo, Guido Fink, Fausta Garavini,  Cesare Garboli, Giuseppe Leonelli, Giovanni Raboni, Vittorio Sermonti.
Sul primo numero apparve la dichiarazione programmatica della rivista.
La rivista ha sempre affiancato ai testi del Novecento, saggi e testi di autori come Nievo, Baudelaire, De Sanctis, Leopardi, Mallarmé, Manzoni, Ariosto, Petrarca, pur mantenendo una spiccata preferenza per la letteratura contemporanea.
La prima serie si è chiusa dopo 37 anni, con il numero 442, nel 1986. La seconda con il numero 602.
I fascicoli di Letteratura dal 1992 sono usciti doppi con cadenza quadrimestrale, e dal 1999 escono tripli con cadenza semestrale. 
La redazione è attualmente  formata da Giorgio Amitrano, Alessandro Duranti,  Fausta Garavini, Nicola Gardini, Massimo Onofri,  Francesco Rognoni, Franco Zabagli.
La struttura dell'attuale rivista presenta  saggi critici, racconti e poesie, un inserto centrale monografico dedicato ad un autore o a un tema, una sezione intitolata "Giornale" (che sostituisce l'iniziale "Antologia") e una  di "Appunti"  che non sono recensioni ma interventi personali a partire da uno spunto che può anche essere (ma non è necessariamente) un libro.
(Editoriale, in: Paragone, anno I (1950), No. 2, p. 4)